# Cadaba schroeppelii
Cadaba schroeppelii är en kaprisväxtart som beskrevs av Suesseng. Cadaba schroeppelii ingår i släktet Cadaba och familjen kaprisväxter. Inga underarter finns listade i Catalogue of Life.